# 弗里蒙特鎮區 (費耶特縣)
弗里蒙特鎮區（Fremont Township），美国艾奥瓦州费耶特县的一个鎮區，总面积95.92平方公里，总人口560（2010年美国人口普查）。